# Obchody 100-lecia powstania wielkopolskiego
Obchody 100-lecia powstania wielkopolskiego – obchody związane z setną rocznicą wybuchu i przebiegu powstania wielkopolskiego, mające miejsce w 2018 i 2019 w Polsce.

## Główne wydarzenia
Kulminacją obchodów była uroczystość w dniu 27 grudnia 2018 przy Pomniku Powstańców Wielkopolskich z udziałem prezydenta Andrzeja Dudy, który przekazał symbolicznie ordery Orła Białego generałom: Stanisławowi Taczakowi i Józefowi Dowborowi-Muśnickiemu. Odebrali je wnuk generała Taczaka, Jerzy Gogołkiewicz oraz Tomasz Łęcki, dyrektor Wielkopolskiego Muzeum Niepodległości. Pod pomnikiem oddano salwę honorową. Prezydent Andrzej Duda i premier Mateusz Morawiecki złożyli kwiaty na grobie generała Taczaka na Cmentarzu Zasłużonych Wielkopolan. Premier odsłonił Tablicę Wdzięczności umieszczoną z inicjatywy Instytutu Pamięci Narodowej. W południe odbyła się msza w poznańskim kościele farnym, której przewodniczył arcybiskup Stanisław Gądecki (z udziałem prezydenta Andrzeja Dudy). 
Tego samego dnia na Stadionie Miejskim w Poznaniu odbył się koncert Muzyka Wolności Poznań 2018, emitowany na żywo przez TVN. Na scenie, która nawiązywała do kokardy narodowej, wystąpiły takie zespoły i tacy artyści, jak: Perfect, Kayah, Edyta Górniak, Lady Pank, Andrzej Piaseczny, Maryla Rodowicz, Natalia Kukulska, Margaret, Kamil Bednarek, Natalia Szroeder, Katarzyna Kowalska, Michał Szpak, Varius Manx, Katarzyna Stankiewicz, Anna Wyszkoni, Lombard, Cleo, Stanisław Soyka, Sebastian Riedel, Katarzyna Wilk, Mezo, Sztywny Pal Azji, Aleksandra Gintrowska. Wokalistom towarzyszyła orkiestra symfoniczna pod kierownictwem Adama Sztaby, Daniela Nosewicza, Nikoli Kołodziejczyka.
28 grudnia 2018 odbyły się uroczystości w Warszawie. Odprawiono mszę w archikatedrze warszawskiej (homilię wygłosił kardynał Kazimierz Nycz), a potem odbyły się uroczystości z pełnym ceremoniałem wojskowym przy Grobie Nieznanego Żołnierza. Uroczystości zakończono na Powązkach, gdzie złożono bukiety kwiatów na grobach powstańców wielkopolskich i pod Pomnikiem Powstańców Wielkopolskich i Śląskich.

## Inne wydarzenia
Inne wydarzenia związane z obchodami:
- wystawa Narodziny nowoczesnego miasta. Poznań w latach 1918-1929 w Muzeum Historii Miasta Poznania (otwarta w listopadzie 2018)[3],
- aranżacja przyjazdu Ignacego Jana Paderewskiego do Poznania (26 grudnia 2018),
- Obóz Powstańczy na Placu Wolności w Poznaniu zawierający ekspozycję historyczną, w tym dwa zrekonstruowane przez Politechnikę Poznańską samoloty typu Fokker, jakie zdobyli powstańcy w bitwie o Ławicę[2],
- prawdopodobnie największa w historii miasta iluminacja powstańcza zaaranżowana przez kibiców Lecha Poznań z płonących rac na Placu Wolności i na obu brzegach Warty od mostu Chrobrego do mostu Królowej Jadwigi (z jednej strony race białe, a z drugiej czerwone)[4],
- koncert-widowisko Wielkopolanie śpiewają Niepodległej. W chwilach próby zwycięstwo na Starym Rynku w Poznaniu z udziałem takich muzyków jak: Ray Wilson, Mateusz Ziółko, Rafał Brzozowski, Grzegorz Wilk, Grzegorz Kupczyk, Katarzyna Cerekwicka, zespołu Luxtorpeda i Chór Chłopięcy Jacka Sykulskiego (28 grudnia 2018)[5],
- prawykonanie Symfonii Wielkopolskiej 1918 autorstwa Marka Sewena w wykonaniu Orkiestry Filharmonii Poznańskiej i Chóru Poznańskie Słowiki (29 grudnia 2018)[6],
- odsłonięcie murali powstańczych w Poznaniu i innych miejscowościach Wielkopolski (m.in. Urząd Gminy w Komornikach)[7],
- konkurs filmowy na film stusekundowy Nie zmarnujmy szansy, tej (wpłynęły 63 filmy, do finału zakwalifikowano osiem, zwyciężył obraz Tutaj autorstwa Tymoteusza Górskiego)[8],
- wydanie Encyklopedii Powstania Wielkopolskiego 1918-1919 (pomysłodawca: dr Marek Rezler, redaktor merytoryczny: prof. Janusz Karwat)[9],
- uruchomienie pociągów retro szlakami powstania wielkopolskiego (październik 2018)[10],
- Sejmik Województwa Wielkopolskiego przyznał wielkopolskim gminom 800.000 złotych na organizację obchodów i wydarzeń związanych ze stuleciem powstania[11],
- nadanie przez Radę Miasta Poznania skwerowi w pobliżu pomnika Powstańców Wielkopolskich nazwy Skwer Skautów Powstańców Wielkopolskich[12],
- Zlot Chorągwi Wielkopolskiej ZHP, zorganizowany w dniach 15-17 lutego 2019 w Poznaniu, pod hasłem „W przyszłość, krokiem wolności” z udziałem m.in. przewodniczącego ZHP hm. Dariusza Supła i naczelniczki ZHP hm. Anny Nowosad[13],
- zorganizowanie wystawy Herosi Wolności w Pobiedziskach (inauguracja w grudniu 2018), na której prezentowano m.in. makiety lotniska Ławica i Hotelu Bazar z klocków Lego[14],
- zorganizowanie konkursu plastycznego dla świetlic szkolnych 100. rocznica Powstania Wielkopolskiego 1918-1919, w którym udział wzięło ponad dwieście dzieci i 52 nauczycieli z 25 szkół Poznania i Wielkopolski[15].